# Coelorachis afraurita
Coelorachis afraurita är en gräsart som först beskrevs av Otto Stapf, och fick sitt nu gällande namn av Otto Stapf. Coelorachis afraurita ingår i släktet Coelorachis, och familjen gräs. Inga underarter finns listade i Catalogue of Life. Arten hade först namnet Coelorhachis afraurita som enda art i släktet Coelorhachis.